# يوسف بن الحسين الرازي
أبو يعقوب يوسف بن الحسين الرازي أحد علماء أهل السنة والجماعة ومن أعلام التصوف السني في القرن الثالث الهجري، وصفه الذهبي بـ «الإمام العارف شيخ الصوفية»، وقال عنه أبو عبد الرحمن السلمي بأنه «شيخُ الرّي والجبال في وقته، كان أَوْحدَ في طريقته في إسقاط الجاه وتَرْك التصنُّع واستعمال الإخلاص» أكثر الترحال وأخذ عن ذي النون المصري، وقاسم الجوعي، وأحمد بن حنبل، وأحمد بن أبي الحواري، ودحيم، وأبي تراب عسكر النخشبي، ورافق أبا سعيدٍ الخرَّازَ في بعض أسفاره. توفي سنة 304 هـ.

## من أقواله
- الصوفية خيار الناس، وشرارهم خيار شرار الناس؛ فهم الأخيار على كل الأحوال.[6]
- إذا رأيت المريد يشتغل بالرخص فاعلم انه لا يجيء منه شيء.[6]
- اللهم إنك تعلم أني نصحت الناس قولا، وخنت نفسي فعلا، فهب خيانتي لنفسي، لنصيحتي للناس.[2]
- يتولد الإعجاب بالعمل من نسيان رؤية المنّة.[7]
- كنت في أيام السياحة في أرض الشام أمسك بيدي عكازة مكتوب عليها[8]